# Rybczewice (gmina)
Rybczewice (hist. gmina Częstoborowice) – gmina wiejska w województwie lubelskim, w powiecie świdnickim. W latach 1975–1998 gmina położona była w województwie lubelskim.
Siedziba gminy to Rybczewice Drugie.
Według danych z 30 czerwca 2004 gminę zamieszkiwało 3999 osób.
1 lipca 1951 z gminy Rybczewice wyłączono gromady Gardzienice Pierwsze i Gardzienice Drugie, włączając je do gminy Piaski w powiecie lubelskim.

## Struktura powierzchni
Według danych z roku 2002 gmina Rybczewice ma obszar 99,09 km², w tym:
- użytki rolne: 86%
- użytki leśne: 10%

Gmina stanowi 21,13% powierzchni powiatu.

## Demografia

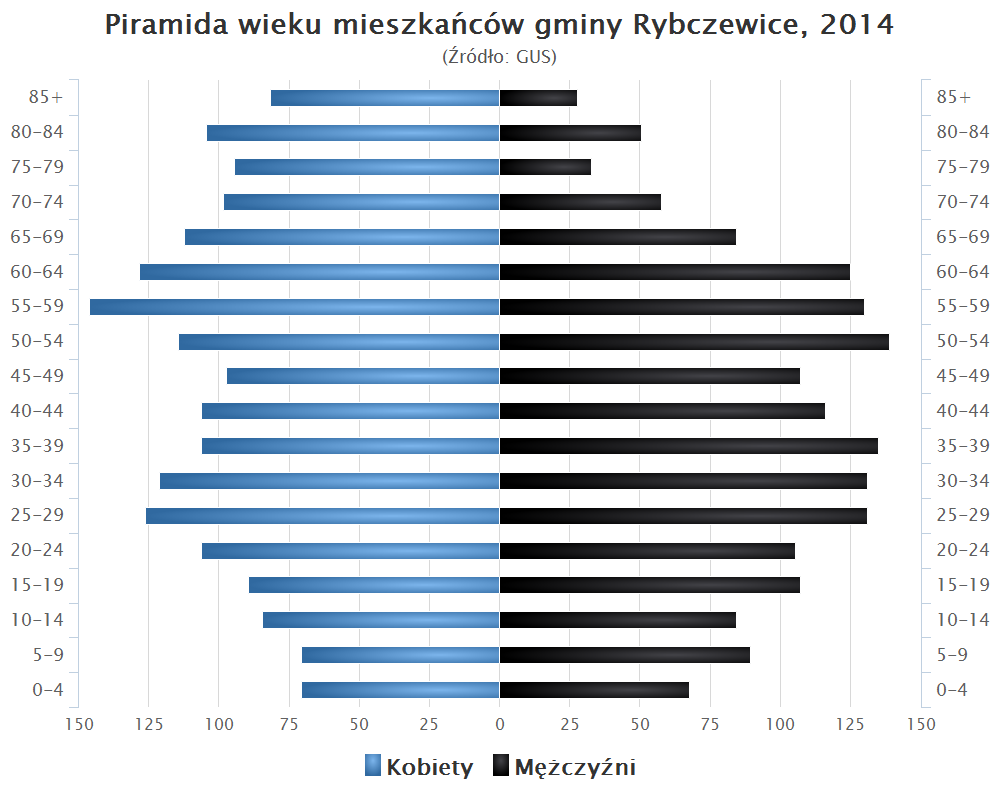
Piramida wieku mieszkańców gminy Rybczewice w 2014 roku

Dane z 30 czerwca 2004:
| Opis                              | Ogółem | Ogółem | Kobiety | Kobiety | Mężczyźni | Mężczyźni |
| --------------------------------- | ------ | ------ | ------- | ------- | --------- | --------- |
| jednostka                         | osób   | %      | osób    | %       | osób      | %         |
| populacja                         | 3999   | 100    | 2087    | 52,2    | 1912      | 47,8      |
| gęstość zaludnienia (mieszk./km²) | 40,4   | 40,4   | 21,1    | 21,1    | 19,3      | 19,3      |

## Sołectwa
Bazar, Choiny, Częstoborowice, Izdebno, Izdebno-Kolonia, Pilaszkowice Drugie, Pilaszkowice Pierwsze, Podizdebno, Rybczewice Drugie, Rybczewice Pierwsze, Stryjno Pierwsze, Stryjno Drugie, Stryjno-Kolonia, Wygnanowice, Zygmuntów.
Miejscowościami podstawowymi bez statusu sołectwa są Karczew i Łączki.

## Sąsiednie gminy
Fajsławice, Gorzków, Krzczonów, Łopiennik Górny, Piaski, Żółkiewka